# Malaconotus lagdeni
Gladiador-de-lagden ou picanço-fogoso (Malaconotus lagdeni) é uma espécie de ave da família Malaconotidae.
Pode ser encontrada nos seguintes países: República Democrática do Congo, Costa do Marfim, Gana, Libéria, Ruanda, Serra Leoa e Uganda.
Os seus habitats naturais são: florestas subtropicais ou tropicais húmidas de baixa altitude e regiões subtropicais ou tropicais húmidas de alta altitude.
Está ameaçada por perda de habitat.